# Papež Honorij I.
Honorij I. je bil rimski papež Rimskokatoliške cerkve. * okrog 585 Capua (Kampanija, Italija, Bizantinsko cesarstvo † 12. oktober 638 Rim (Italija, Bizantinsko cesarstvo). 

## Življenjepis
Doma je bil iz Capue v Kampaniji. Za papeža so ga izvolili 27. oktobra 625

### Ali je bil Honorij heretik?
Prvi carigrajski koncil 553 ni dosegel zbližanja monofizitov s katoličani. Cesar Heraklij (610-641), ki je po številnih vojaških zmagah razširil bizantinsko cesarstvo, je hotel doseči tudi versko enotnost. Pod njegovim vplivom je carigrajski patriarh Sergij začel širiti nauk, ki naj bi združil sklepe kalcedonskega koncila in monofizitizem; zagovarjal je sicer dve naravi v Kristusu, a samo eno božječloveško dejavnost in eno voljo; po njegovem učenju bi človeška dejavnost in volja kar izginili v božji. To novo Sergi-jevo veroizpoved je cesar Heraklij z odlokom Ekthesis 638 predpisal za vso državo. Proti novotarijam je nastopil jeruzalemski patriarh Sofronij. 
Sergij se je tedaj obrnil na papeža in mu v zvito sestavljenem pismu predlagal, naj bi se o eni ali dveh dejavnostih in voljah v Kristusu zaradi ljubega miru več ne govorilo. Ne da bi se papež natančneje poučil o zadevi, je Sergijev predlog sprejel. Čeprav je sam ostal pravoveren, pa je Sergiju nasedel in ga podprl. Pozneje – tudi stoletja po njegovi smrti – so Honoriju očitali, da se je pregrešil proti apostolski veri oziroma da v svoji nebudnosti in brezbrižnosti ni pravočasno pogasil ognja zmote.

### Vprašanje naPrvem vatikanskem vesoljnem cerkvenem zboru
Papež Honorij je sodeloval v verskih kristoloških prepirih. Kritiki mu očitajo, da v svojem pismu ni zavzel zadosti jasnega stališča do monofizitstva oziroma njegovega podaljška monoteletstva v obrambi katoliške vere. Ta herezija je bila nato obsojena na Tretjem carigrajskem vesoljnem cerkvenem zboru. Prepiri v zvezi s Honorijevo pravovernostjo segajo vse do našega časa; na vrhuncu pa so bili med Prvim vatikanskim vesoljnim cerkvenim zborom, ko je šlo za razglasitev papeževe nezmotljivosti. Sprejeta dogmatična definicija glede tega jasno opredeljuje, da je papež nezmotljiv samo tedaj, kadar kot vrhovni duhovni pastir krščanstva »ex cathedra« in svobodno razlaga važne razodete verske in nravne resnice. 
Razume se, da Honorijev primer ne sodi med take dogmatične definicije, ker Honorij I. takrat ni govoril »ex cathedra«, sama zadeva takrat še ni bila razčiščena in je bila pravzaprav šele v fazi razpravljanja. Honorijeva premajhna čuječnost in odločnost v zavračanju herezije pa je le vrgla neprijetno senco na poznejše papeže in koncile;  nobenemu katoličanu namreč ni všeč misel, da bi lahko kak papež sprejel ali podpiral nauk, ki bi bil pravzaprav heretičen. 
Od njegovega naslednika obsojeno Honorijevo stališče je povzročilo prepire o vlogi papeštva še skozi stoletja vse do naših dni. Nihče ga sicer ni krivil za herezijo in grešnost, ampak bolj za nejasnost in neodločnost v verskih vprašanjih; v poznejših stoletjih so ga obtoževali nepremišljenosti in lahkovernosti. 
Še 1231 let po njegovi smrti je nastal hud prepir v zvezi s Honorijevim pismom. 7. decembra 1869 se je začel Prvi vatikanski koncil, čigar ena od najbolj občutljivih tem je bila papeška nezmotljivost. To bi v kratkem pomenilo, da se papež ne more motiti, kadar uči verske in nravne resnice. Da bi temu oporekali, so pred koncilskimi očeti prebrali Honorijevo pismo, kar je povzročilo žolčne razprave, v katerih je kot eden vodilnih razpravljalcev sodeloval tudi škof Josip Juraj Strossmayer iz Đakovega v Slavoniji, ki je skupaj z nekaterimi drugimi škofi celo predčasno zapustil koncil; posredno je vendarle priznal njegove odloke – tudi o papeški nezmotljivosti – , ko jih je objavil v škofijski okrožnici. 
Honoriju v dobro pa je treba šteti, da je bil dober papež, ki je vestno spolnjeval svoje glavne dolžnosti. Zgodi se pa, da so ravno dobri ljudje večkrat tudi lahkoverni. Žal pa njegovi nasprotniki tega niso upoštevali in so ohranili s spominu le ta njegov edini spodrsljaj. Če danes beremo Honorijeva pisma, ne bomo v njih opazili nobene herezije; njegovi nasprotniki pa so si jih razlagali sebi v prid, v prid torej monofizitov in monoteletov.

## Smrt
Umrl je 25. oktobra 625 v Rimu. Pokopan je v Baziliki svetega Petra v Vatikanu. 